# 小东站
小东站，位于中华人民共和国辽宁省锦州市黑山县小东镇，是高新铁路上的火车站，建于1939年，现由中国铁路沈阳局集团有限公司阜新车务段管辖。
站内有小东展馆，2019年7月建成向路内外开放。展馆占地面积2400平方米，分为室内主题展馆、室外情景教学区、老运转室体验区、车站荣誉室四大区域。室内主题场馆面积400多平方米，馆内藏品共418件，其中行车手扳道岔扳道器、土钟、五一劳动者奖章等藏品为珍贵实物。

## 車站周邊
- 小东镇政府
- 黑山县司法局小东司法所
- 小东医院
- 黑山县小东镇工商局
- 中国邮政储蓄银行小东储蓄支行
- 小东中心小学
- 中国农业银行小东营业所
- 黑山小东客运站

## 歷史
- 1948年12月1日开始运营。[3]

## 外部連結
- 中国铁路客户服务中心 （页面存档备份，存于）